# Năsăud
Năsăud (en dialecte saxon : Nassndref, Nassendraf, Nosndref, Nâssendorf, Nâessndorf ; en allemand: Nussdorf ; en hongrois: Naszód) est une ville dans le Județ de Bistrița-Năsăud, en Transylvanie.
La ville de Năsăud est traversée par la rivière Someșul Mare. C'était jadis une cité saxonne, mais le joupanat pastoral de Năsăud était une ancienne « valachie » transylvaine régie par le jus valachicum, orthodoxe et roumanophone (oláhszég, vlaška, vlašina...). Ces « valachies » sont plus savamment appelées « Romanies populaires » par les historiens.

## Personnalités liées à la commune
- Le poète George Coșbuc fréquenta assidument la bibliothèque de l'institution scolaire. Il rejoint le cercle local littéraire, le "Virtus Romana Rediviva".
- La famille du mathématicien roumain Grigore Moisil était originaire de cette ville.

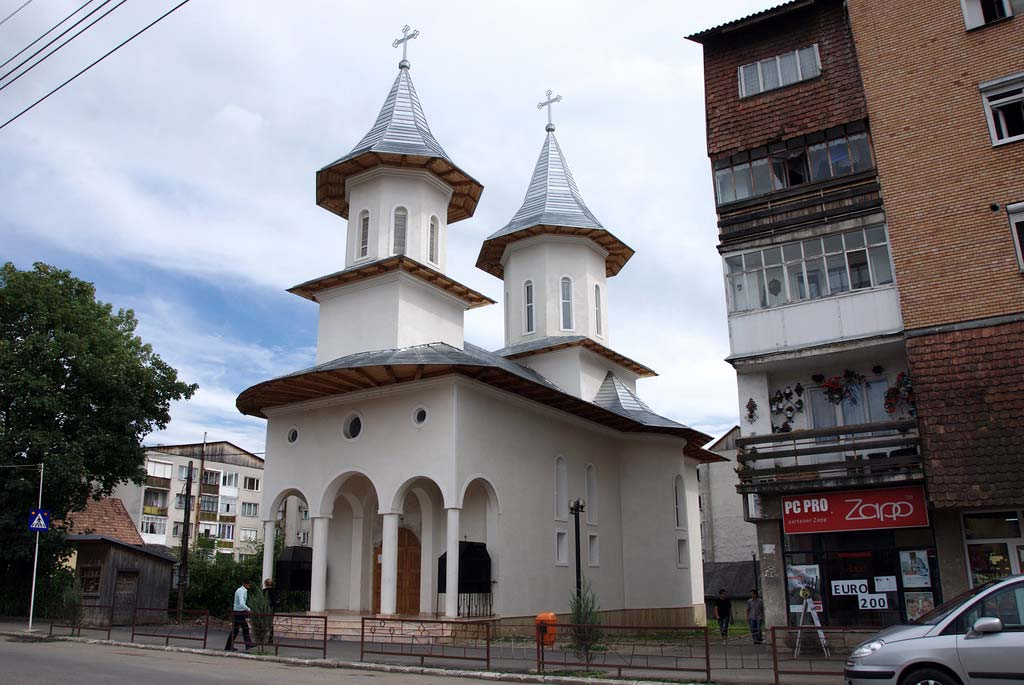
L'église de Năsăud.
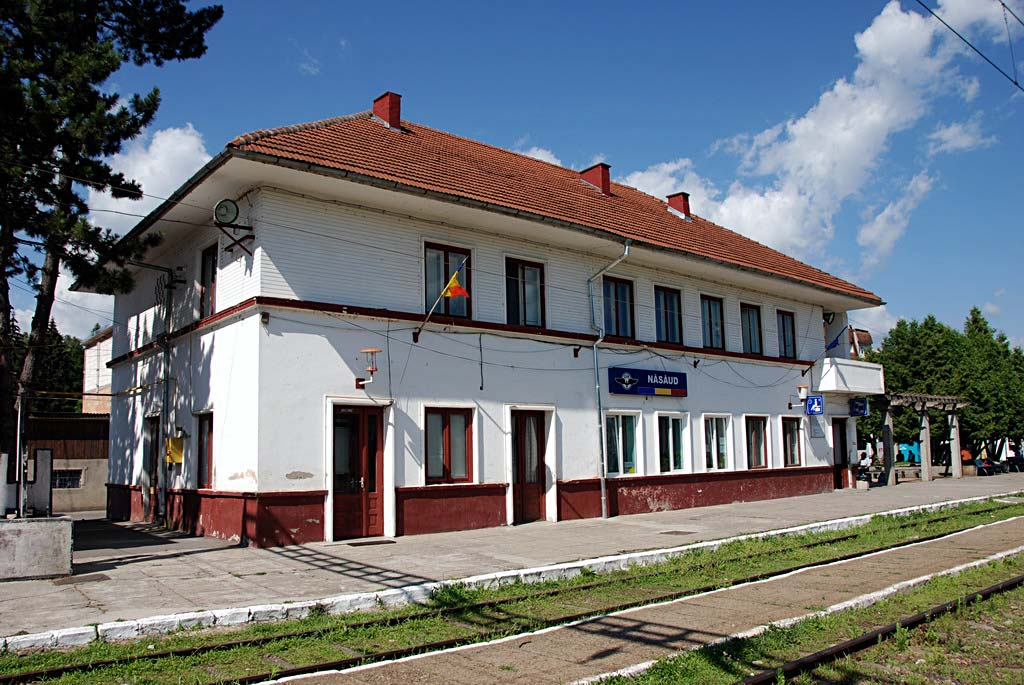
La gare de Năsăud.
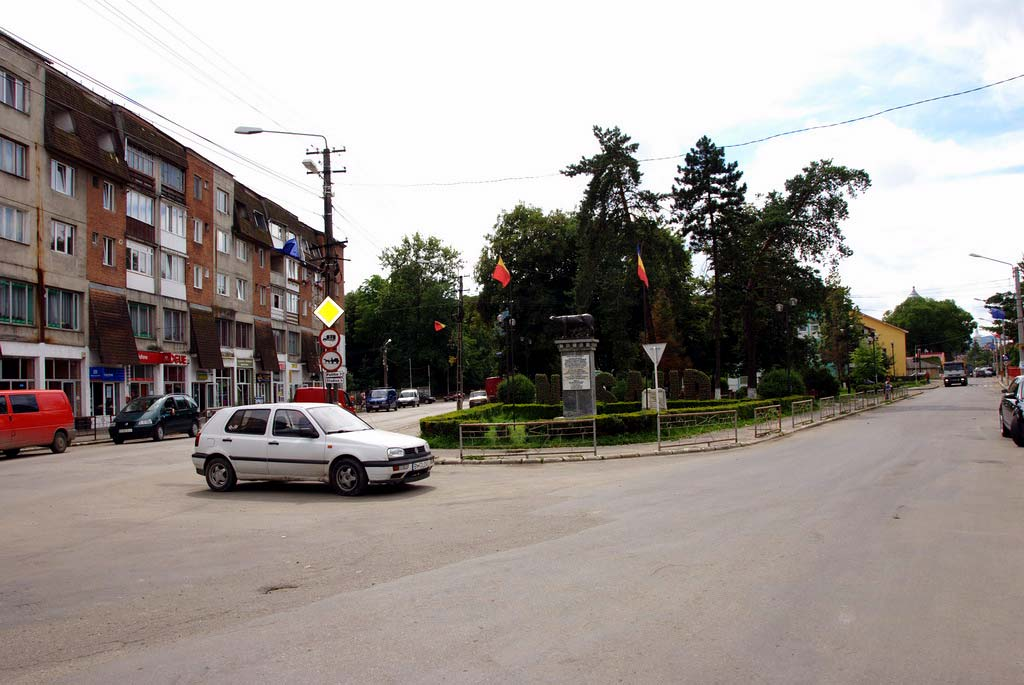
Le centre-ville de Năsăud.